# Dede (religie)

Asadullah of Esedullah (Leeuw van God), een bijnaam gegeven door Mohammed aan zijn bloedverwant Ali. Het alevitisme, bektashisme en soefisme zien Ali als de deur naar de mystieke kennis en esoterische interpretatie van de Islam, zoals aan hem is overgedragen door Mohammed.

Een dede (letterlijk: grootvader) is een religieuze leider en spirituele gids binnen het alevitisme. Het is zijn taak om het gezamenlijke gebed te leiden bij de alevieten en ervoor te zorgen dat zijn talipler of müridler (volgers) op het juiste pad blijven. Om een dede te zijn, dient iemand een sayyid (Turks: Seyit) te zijn en af te stammen van de twaalf imams. Er is vaak een driedelig hiërarchie tussen de dede's, waarin een dede op basis van rang een pir, rehber of murshid genoemd kan worden.  Het woord murshid kan vertaald worden als gids of leraar. Een rehber assisteert de murshid, geeft informatie aan nieuwkomers en bereid ze voor om zich toe te wijden aan het alevi-pad. Het pad voor een nieuwkomer begint nadat hij trouw zweert of een eed aflegt (ikrar) aan een dede. Hierna wordt hij talip of mürid genoemd. Volgens sommigen kan dit ook in de afwezigheid van een dede, als je het maar met je hart doet. Maar over het algemeen dient elke alevi verbonden te zijn aan een dede/pir. Een dede wordt in het Turks vaak aangesproken met pirim (mijn pir). Wanneer een dede voldoet aan de vier deuren en veertig treden wordt hij ook wel een murshid-i kamil genoemd.
De dede volgt de leer van onder andere de alevitische heilige Hadji Bektasj Veli en de Imam Cafer-i Sadik Buyrugu, en roept zijn volgers op om hun harten te vullen met de liefde voor Allah, de medemens en het huishouden van de profeet Mohammed, bestaande uit Fatima, Ali, Hassan en Hoessein (ook wel de Ahl al-Bayt of Ehl-i Beyt genoemd, wat vertaald kan worden als Mensen van het Huis) en hun afstammelingen. De twaalf imams stammen af van de Ahl al-Bayt. 